# Орлівка (Рівненський район)
Орлі́вка — село в Україні, у Березнівській міській територіальній громаді Рівненського району Рівненської області. Населення становило 1305 осіб станом на 2023 рік.
Село відоме як місце найбільшого в Україні зібрання Дослідників Біблії. Щорічно в селі проводяться міжнародні конвенції Дослідників Біблії, на які приїздять гості з різних куточків України, з Росії, Молдови, Польщі та інших країн світу.

## Географія
Село Орлівка розташоване за 15 км від міста Березного до села Тинне, вздовж шосе, обсадженого високими тополями. Річка Случ омиває високий лівий берег, на якому розташоване село Орлівка.
У II столітті на місці, де нині знаходиться село, громадився могутніми дубами, в'язами та соснами густий непрохідний ліс. 3 покоління в покоління передається легенда про те, що в лісі, на горбі водилося багато орлів. Підтвердженням цього є той факт, що жителі села і нині дістають з обмілілої річки Случ морені дуби. Від орлів перейняло назву перше маленьке поселення з шести хат, яке виникло у XVIII столітті. Перші поселенці були втікачами від панів з навколишніх сіл.

## Історія
Історія села здавна пов'язувалась з експлуатацією поміщиками бідних поліщуків, супутниками життя яких були бідність і темнота. Після скасування кріпосного права 1861 року селяни не мали змоги сплатити викупні платежі. З цієї причини часто виникали суперечки селян з представниками властей. Про це яскраво свідчить судова справа, яка була заведена на селянина Рогача (Луцика) у грудні 1863 року. Назва цієї справи «О подстрекательстве крестьян помещика Мальшского деревни Городище Березновськой волости и неповиновению властям», уже сама говорить про життя поліських селян, прозрівання їх класової свідомості.
Після арешту Григорія Рогача селяни з населених пунктів: Городища, Полян, Лизяно, Лінчина, Орлівки, Балашівки, Михалина, Тишиці, Богушів, Віткович, обрали на зборах по 3-5 повірених і просили звільнити з-під варти їхнього побратима по праці і думах. Два роки велась справа Рогача, а потім за рішенням Ровенського уїздного суду була припинена. Проте ніколи не пригасала ненависть селян до вікових визискувачів. Так, суперечність між паном і селянами закінчилась підпалом панського двору в Орлівці 1890 року.
Йшли роки, населення зростало. За даними 1911 року Орлівка мала таку характеристику:
| Назва населеного пункту | Число дворів | Населення | Відстань від повіту | Відстань від залізниці | Відстань від відділення пошти |
| ----------------------- | ------------ | --------- | ------------------- | ---------------------- | ----------------------------- |
| Орлівка                 | 123          | 175       | 71                  | 24                     | 8                             |

У 1919 році розпочався період першої радянської окупації. У 1921 році перейшло під владу Польщі
У 1923 році громада досягла відкриття чотирьохрічної школи в Орлівці, де навчалось 60 учнів. Навчання вів польською мовою один вчитель.
У 1936 році п'ятеро жителів села Орлівки виїхали в далеку Аргентину.
1939 рік — село знову окуповано війська Радянської армії. В цьому ж році була створена сільська рада — осередок радянської влади на селі. Головою працював Бойчук Кузьма Філімонович, секретарем — Ясковець Леонід Іванович, колишній член ревкому.
1944 року створена семирічна школа, директором якої був Кучер Микола Аврамович. В школі працювало чотири вчителі.

### У Другій світовій війні
Несподіваною бурею в житті мирних людей увірвалася Друга світова війна, принісши чимало сліз й горя. 6 липня 1941 року жителі села опинились під німецькою окупацією. 50 жителів було вивезено у Німеччину.
У 1942—1944 роках через село проходили партизанські загони Медвєдєва. Селяни вказували зручні переправи, допомагали їм продуктами харчування, а дехто з чоловіків пішов у партизани. Відомим месником з Орлівки був Хильчук Микола Несторович, вбитий пізніше бандитами. 9 січня 1944 року в село прийшла радянська армія.

### Післявоєнний період
В післявоєнний період знову почала працювати сільська рада, школа, медпункт. У 1945 році в селі Орлівка створюється комсомольська організація, організатором якої була вчителька Фурсяк Ганна Семенівна. У жовтні 1948 року найбільшим зрушенням у селі було створення колгоспу «Нове життя» в селі Городище (до складу Городищенської сільської ради входять села Орлівка та Городище). У 1949 році відкрито сільський клуб. У 1953 році створена партійна група в Орлівці.

### У незалежній Україні
У 1991 році побудовано будинок релігійної громади дослідників Біблії.
У 1991—1993 роки тривало будівництво храму Святого Христового Воскресіння. 4 січня 2009 року з церковної дзвіниці залунали нові дзвони завдяки фінансовій підтримці голови райдержадміністрації В. Іванова.
У 2006/2007 навчальному році Орлівську ЗОШ І—ІІ ступенів було реорганізовано в Орлівську ЗОШ І—ІІІ ст., а згодом — в Орлівський ліцей.
У 2011 році відкрився Дім молитви Християн Віри Євангельської.
Станом на 1 січня 2015 року сільську загальноосвітню школу відвідували 234 учнів, яких навчають і виховують 26 вчителів. Будуються нові добротні будинки, село газифіковане, частково по селу проведений водогін.
12 червня 2020 року, відповідно з розпорядженням Кабінету Міністрів України № 722-р «Про визначення адміністративних центрів та затвердження територій територіальних громад Рівненської області», село увійшло до складу Березнівської міської громади.
19 липня 2020 року, в результаті адміністративно-територіальної реформи та ліквідації Березнівського району, село увійшло до складу Рівненського району.

## Населення
За переписом населення 2001 року в селі мешкали 1 283 особи.
Станом на 1 січня 2022 року в селі Орлівка проживало 1289 жителів.

### Мова
Розподіл населення за рідною мовою за даними перепису 2001 року:
| Мова       | Відсоток |
| ---------- | -------- |
| українська | 99,69 %  |
| російська  | 0,31 %   |

### Бібліотека
У 1946 році була відкрита приклубна бібліотека. Завідував бібліотекою Зосюк Степан Свиридович.
Книжковий фонд нараховував — 237 книг, 115 читачів, книговидача становила — 479 книг.
У 1957 році відкрита сільська бібліотека, яка перейшла в нове приміщення, збудоване при клубі. Завідувала бібліотекою Наумчук Надія Захарівна. Книжковий фонд становив — 3726 книг, 332 читачів, книговидача — 6039 примірників. Поступово показники збільшувались і в результаті цього бібліотека вийшла переможцем соціалістичного змагання. У 1959 році було присвоєно почесне звання: «Бібліотека відмінної роботи».
У 1965 році книжковий фонд становив 5999 примірників, читачів було — 758, книговидача становила — 14168 примірників. Наприкінці 1976 року книжковий фонд налічував 7459 книг, 810 читачів, книговидача становила 16275.
У 1957—1995 роки Орлівською сільською бібліотекою завідувала Наумчук Надія Захарівна. З виходом на заслужений відпочинок Надії Захарівни бібліотекою завідували Майструк Лідія Макарівна, Перепечай Ніна Павлівна, Коваль Ніна Кузьмівна. У 1997 році Орлівська сільська бібліотека припинила своє існування.
У 2000 році фонд з сільської бібліотеки частково був переданий у шкільну бібліотеку, якою з 1986 року завідувала Хильчук Людмила Петрівна.
У 2002 році відбулася реорганізація бібліотек в «Березнівську ЦСПШБ» (Березнівська центральна система публічно-шкільних бібліотек). В селі Орлівка залишилась одна публічно — шкільна бібліотека-філія, яка розміщена в приміщенні Орлівської загальноосвітньої школи І—ІІІ ступенів, на першому поверсі, якою завідує Хильчук Л. П. Приміщення бібліотеки займає одну кімнату площею 45 м². Частину приміщення займає фонд підручників з 1 по 11 класи. Бібліотека щорічно обслуговує понад 500 користувачів, книговидача становить понад 10000 примірників. Основними завданнями і напрямками діяльності бібліотеки є: інформаційно-бібліографічне обслуговування користувачів з використанням різноманітних документів в тому числі на електронних носіях. забезпечення навчально-виховного процесу та самоосвіти учнів і педагогів шляхом бібліотечно-бібліографічного й інформаційного обслуговування, популяризація краєзнавства: історії, духовних джерел, культури краю, села тощо.
З 2012 року бібліотека забезпечена комп'ютером з підключенням до мережі інтернет, що надало можливість здійснювати додаткове обслуговування користувачів за допомогою ресурсів мережі.
Станом на 1 січня 2014 року бібліотека нараховувала 10147 документів бібліотечного фонду, з них 4092 книг, 5918 підручників, 111 періодичних видань, 26 електронних видань. Читачів у бібліотеці — 502, з них до 15 років — 233, 15-17 років — 57, від 22-х років — 159. Книговидача — 10048 документів, з них 6910 — дітям.

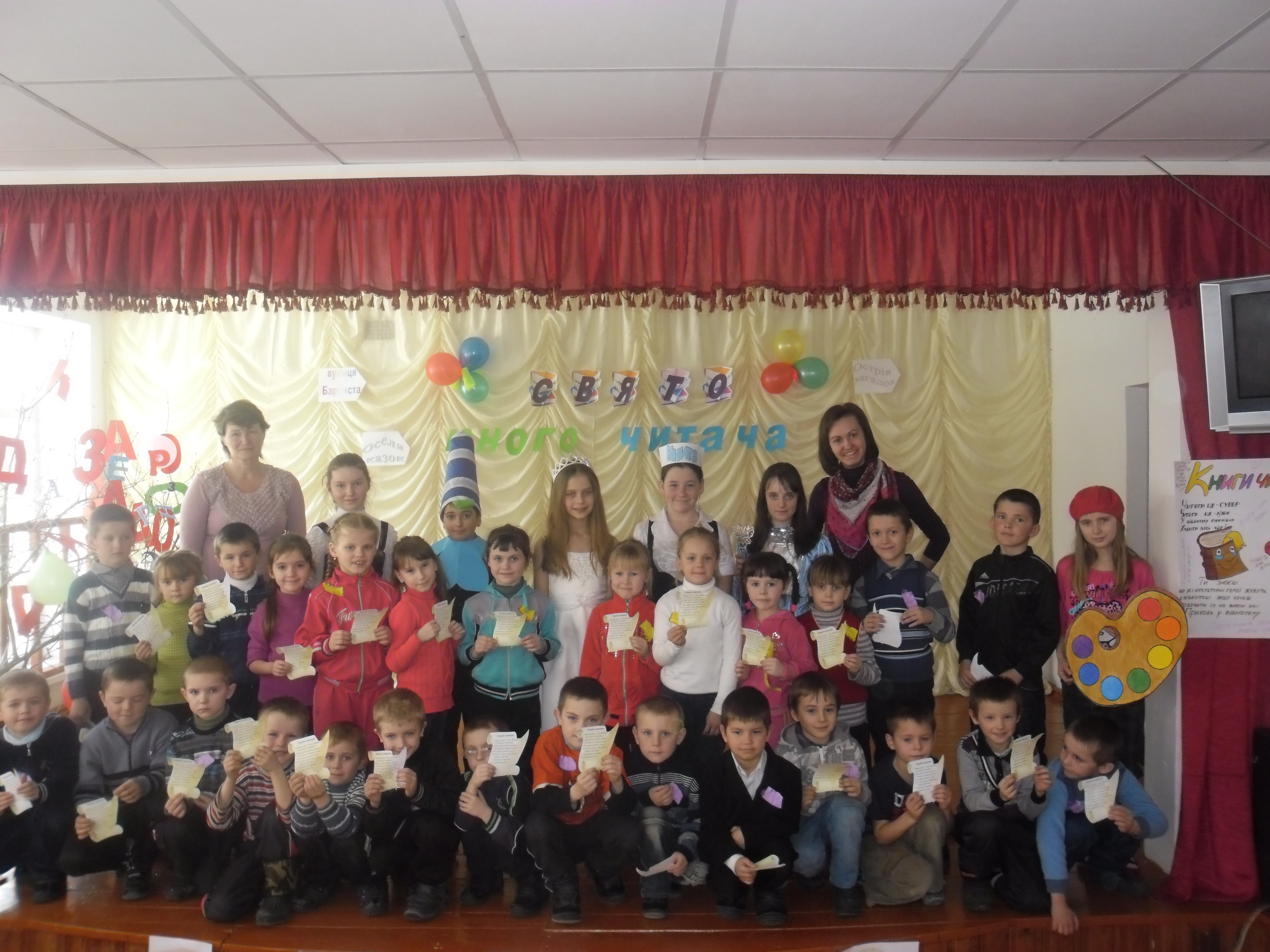
Тиждень дитячого читання «Свято юного читача»
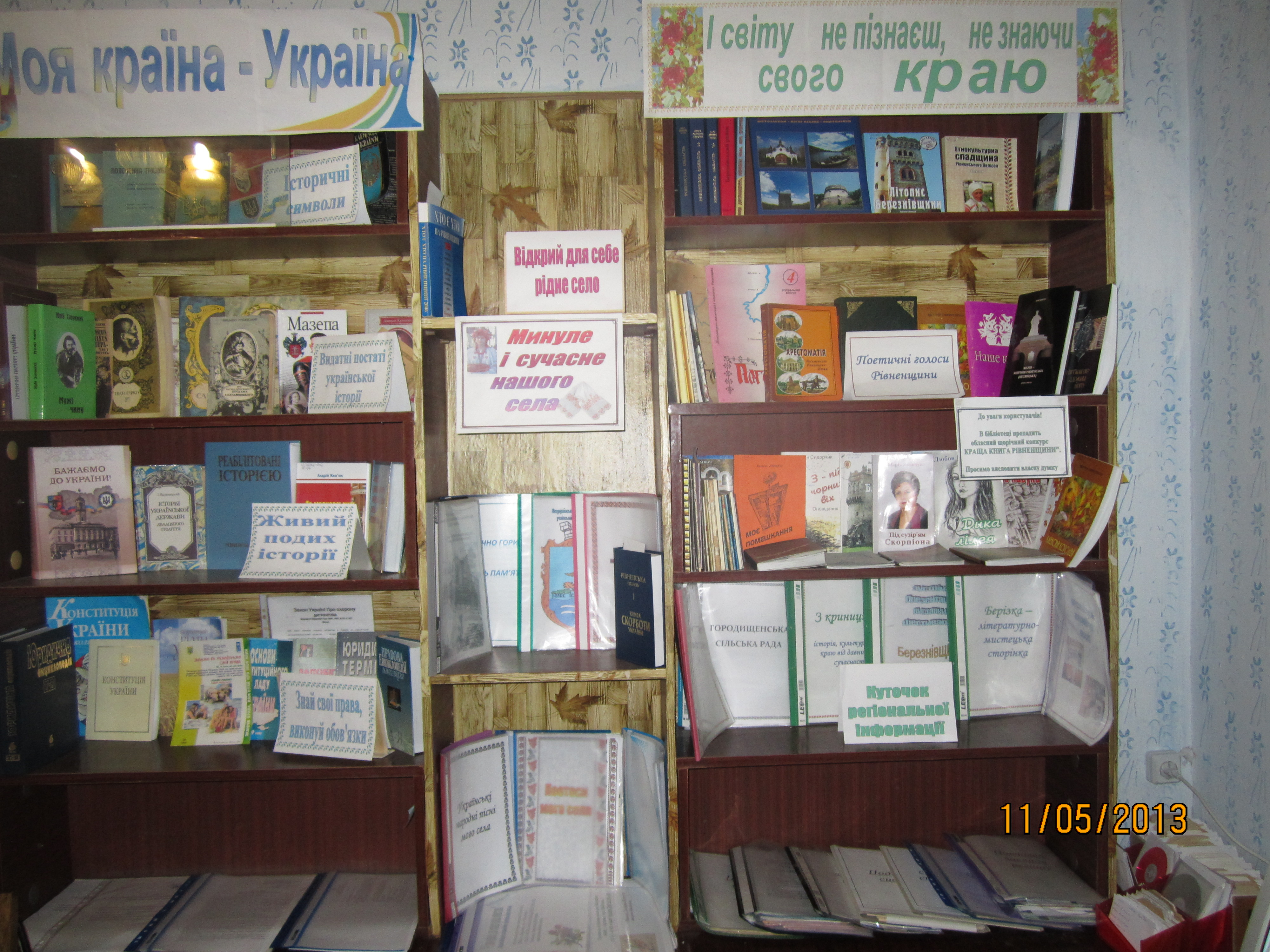
Куточок краєзнавства у бібліотеці
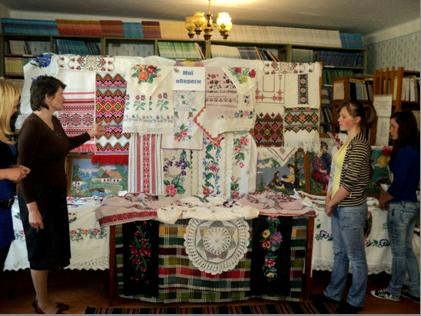
«Мої обереги» — виставка вишивок майстрині села Іванової М. П.
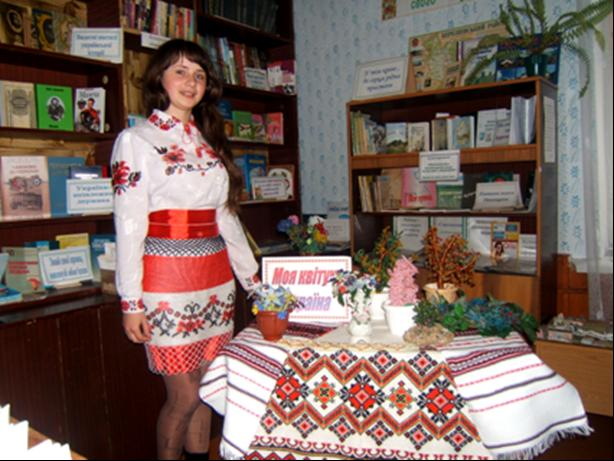
«Моя квітуча Україна» — виставка-презентація власних виробів з бісеру  Бойчук К. В.
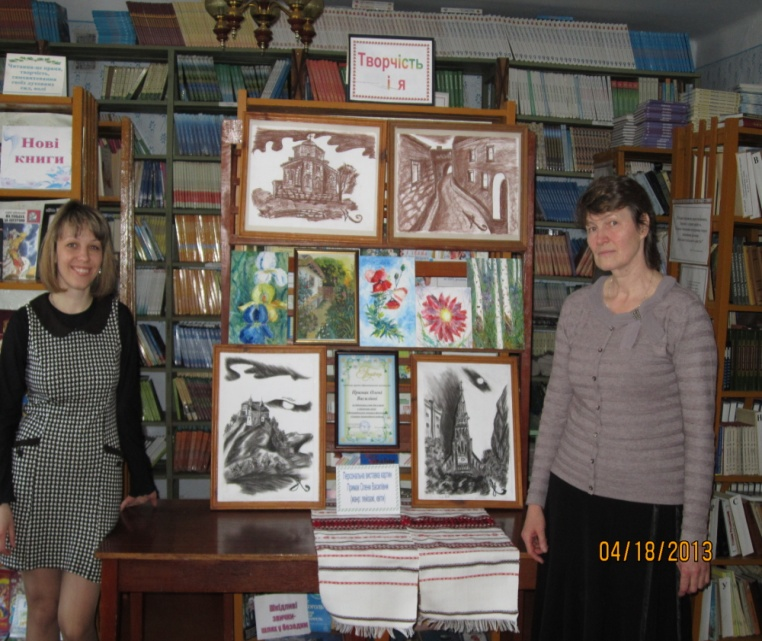
«Творчість і Я» — виставка картин майстрині села Примак О. В.

## Сільське господарство
Постійно розвивалася одна з важливих галузей господарства — тваринництво. 4 доярки колгоспу подолали 3-тисячний рубіж. На фермах стояли добротні цегляні будівлі, більша частина робочих процесів механізована. Тракторний парк колгоспу у 1987 року налічував 40 тракторів, 8 зернових комбайнів, 1 кукурудзозбиральний, 4 силосних комбайни, 4 льонобралки, 18 автомашин. Відповідно до Державному акту закріплено на вічне користування колгоспу — 4647 га землі: ріллі — 1279 га, сінокосів — 742 га, саду — 14 га, присадибних ділянок — 308 га. Провідними сільськогосподарськими культурами були озиме жито, пшениця, картопля, льон. Колгоспники завдяки дбайливішому господарюванню постійно підвищували врожайність цих культур.

## Інфрастуктура
Працівниками колгоспу збудовано 173 нових будинки. В кожному будинку було електричне освітлення, телевізор, радіоприймач. У 1952 році в селі відкрита семирічна школа, в якій працювало лише чотири вчителів: Мельник Варвара Іванівна, Галицька Катерина Федорівна, Федас Антоніна Михайлівна, Дем'яненка Марія Миколаївна.
У 1957 році в Орлівці зведена найкраща споруда села — великий, світлий сільський клуб із стаціонарною кіноустановкою, бібліотекою.
В селі працювала крамниця з великим асортиментом промислових і продовольчих товарів, майстерня побутового обслуговування, поштове відділення. Через село прокладена дорога з твердим покриттям.
У 1979 році відкрита нова школа в селі Орлівка.
Цікавим є той факт, що у 1963 році в селі Орлівка народжуваність була найбільшою в 9,5 рази. Змінився освітній рівень людей. Раніше в Орлівці, наприклад, за царя не було ніякої школи, і лише 12 хлопців із села змогли закінчити церковно-приходську школу села Поляни. У селі з'явилися нові професії: вчитель, фельдшер, акушерка, агроном, зоотехнік, шофер, тракторист, інженер.
До послуг жителів: амбулаторія, сільський клуб, публічно-шкільна бібліотека, яка знаходиться в приміщенні школи, 4 крамниці та кафе. В селі працює приватне підприємство з виготовлення склопакетів.

## Відомі особи
- Бойчук Іван Ульянович — народився у 1923 році в селі Орлівка Березнівського району Рівненської області. До війни працював хліборобом. На фронт пішов у 1941 році. Воював на 2-му Білоруському фронті у 147-му стрілецькому полку. Нагороджений: Орденом Слави III ступеня, медалями «За відвагу», «За перемогу над Німеччиною у Великій Вітчизняній війні 1941—1945 рр.». Помер Іван Ульянович 28 січня 1998 року
- Іллін Андрій Сільвесторович — народився у 1917 році в селі Орлівка Березнівського району Рівненської області. Навчався в Орлівській школі з 1924 по 1928 рік. У німецько-радянську війну служив у 177-му стрілецькому полку, артилеристом. Брав участь у бою за Віслою. Нагороджений: Орденом Слави ІІІ ступеня, медалями «За відвагу», «За перемогу над Німеччиною у Великій Вітчизняній війні 1941—1945 рр.». Помер Андрій Сільвесторович у 1991 році.
- Матящук Андрій Артемович — народився у 1921 році в селі Орлівка Березнівського району Рівненської області. У 1932 році закінчив 2 класи Орлівської школи. У 1941 році пішов на фронт. Воював у 19-й артилерійській частині, 422-го мінометного полку, 2-ї дивізії, розвідником. Нагороджений: Орденом Слави III ступеня, медалями «За відвагу», «За перемогу над Німеччиною у Великій Вітчизняній війні 1941—1945 рр.». Помер Андрій Артемович 02.02.1994 року.
- Захарчук Максим Миколайович (2002—2024) — старший матрос 73МЦСО, загинув під час виконання бойового завдання на Тендрівській косі.